# Zampa di coniglio

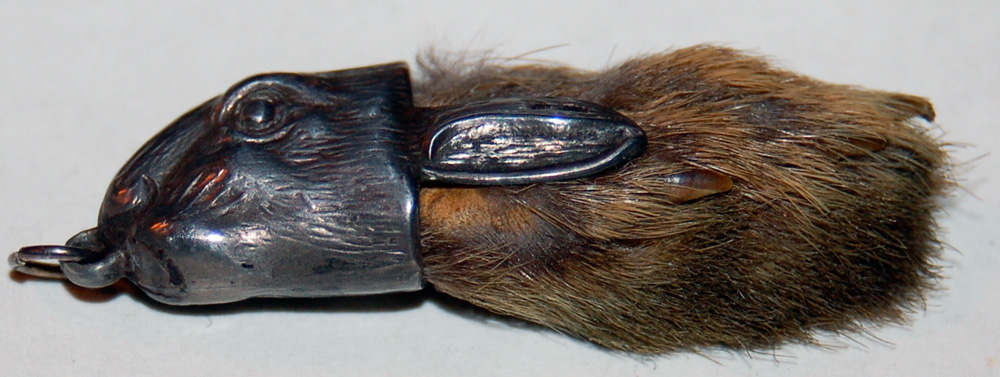
Una zampa di coniglio di epoca vittoriana con motivi decorativi in argento

La zampa di coniglio è un amuleto portafortuna diffuso in più parti del mondo.

## Storia
La zampa di coniglio è, assieme al ferro di cavallo e al quadrifoglio, uno dei più antichi oggetti a cui è stata data una valenza propiziatoria, e l'usanza delle zampe di coniglio a fini magici viene fatta risalire intorno al 600 a.C.
In Europa, durante l'età precristiana, circolarono delle voci secondo le quali alcuni ammalati di gotta, crampi e reumatismi vennero magicamente guariti quando qualcuno strofinò sulla parte colpita dalla malattia delle zampe di lepre, che erano a quel tempo animali temuti e rispettati. Questa superstizione si diffuse in Europa e Asia e, fino all'avvento al potere del cristianesimo, che bandì ogni pratica di magia e stregoneria di tipo pagano, le zampe delle lepri divennero noti manufatti. Con il proliferare dei conigli nel Vecchio Continente e il conseguente rafforzarsi della superstizione, gli amuleti ricavati dalle zampe delle lepri vennero definitivamente rimpiazzati da quelli con zampe di coniglio. Durante il Medioevo, i nobili si regalavano questi amuleti per volere dei re affinché fossero protetti dal malocchio o altre entità maligne, e si credeva che potessero curare il mal di denti se tenute legati intorno al collo. Secondo lo scettico Benjamin Radford, la zampa di coniglio sarebbe correlata in qualche modo a un portafortuna di origine europea noto come Mano della Gloria, una mano mozzata da un impiccato e poi conservata in salamoia.
Le zampe di coniglio si diffusero anche nel Nord America, ove venivano usate a mo' di portafortuna fra i praticanti dell'Hoodoo e i giocatori d'azzardo, e molti brani folk e blues citano tali monili. Invece, nel Sud e Centro America si diffuse la pratica, sopravvissuta fino ad oggi, di inchiodare le zampe di conigli sulla porta di casa propria per allontanare gli spiriti maligni.
Nonostante la loro valenza mistica, le zampe dei conigli sono anche state utilizzate come oggetti di uso comune fino all'inizio del XX secolo. Ad esempio, esse venivano usate come spazzole per rimuovere i residui di polvere nei laboratori di chimica (una pratica che veniva anche raccomandata nel volume in lingua tedesca Blitz, Klemm, Fischer, pubblicato negli anni 1960), e, stando a quanto riporta l'Encyclopédie, scribi e scrittori utilizzavano la pelliccia della zampe di un coniglio per rimuovere le macchie di inchiostro.
Oggi le zampe di coniglio vengono realizzate in pelliccia sintetica e fungono da portachiavi e souvenir.

## Caratteristiche
Benché le zampe di coniglio abbiano significati diversi a seconda dei Paesi in cui sono diffuse, solitamente esse sono portatrici di buon auspicio e si pensa che aumentino la fertilità in quanto questi animali sono capaci di riprodursi con grande facilità. Secondo una teoria diffusa, la zampa di coniglio porta fortuna se è quella sinistra posteriore di un animale ucciso da una pallottola d'argento durante un venerdì piovoso (preferibilmente un venerdì 13) o la notte di Halloween o in una notte di luna piena. Altri sottolineano che il potere della zampa è maggiore se tagliata da un uomo strabico, un lupo mannaro o un uomo celibe, e che va portata nella tasca sinistra. Inoltre, il coniglio ucciso deve essere sano, altrimenti colui che porta con sé l'amuleto contrarrà delle malattie.